# Illés Boglárka
Illés Boglárka (Mátészalka, 1988. –) magyar jogász, fideszes politikus, helyettes államtitkár, 2019 és 2022 között a Fidelitas elnöke, 2022-től országgyűlési képviselő, 2024-től államtitkár.

## Élete
Az Eötvös Loránd Tudományegyetemen jogászként diplomázott 2014-ben, majd a Nemzeti Közszolgálati Egyetemen média- és közszolgálati kommunikáció tanácsadóként szerzett diplomát 2019-ben.
2016-tól 2019-ig az Emberi Erőforrások Minisztériumának fiatalokért felelős helyettes államtitkára. 2019-ben a Fidelitas elnökévé választották. 2022-ben országgyűlési képviselői helyet szerzett listán. 2022-ben leköszönt a Fidelitas elnöki posztjáról, helyét Farkas Dániel vette át.